# Ferdinand Karsch
Ferdinand Karsch (ou Karsch-Haak) est un entomologiste et un anthropologue allemand, né le 2 septembre 1853 à Münster et mort le 20 décembre 1936 à Berlin.

## Biographie
Son père est médecin et travaille pour l’administration à Münster. Karsch part étudier à Berlin à l’université Friedrich Wilhelms. Du 1er janvier 1878 au 31 mars 1921, Karsch exerce la fonction de conservateur au musée d'histoire naturelle de Berlin. Il dirige la publication Entomologischen Nachrichten puis Berliner entomologische Zeitschrift. Il fait paraître de 1873 à 1893, un catalogue des araignées de Westphalie. Karsch publie également de nombreux articles sur les spécimens que le muséum reçoit de différents explorateurs et naturalistes œuvrant en Afrique, en Chine, au Japon, en Australie, etc.
Parallèlement à ses activités de zoologistes, il fait paraître de nombreux travaux sur la sexualité et en particulier l’homosexualité tant dans le règne animal que chez les peuples dits primitifs. Il fait notamment paraître Das gleichgeschlechtliche Leben der Kulturvölker - Ostasiaten: Chinesen, Japaner, Koreer en 1906 sur l’homosexualité dans les sociétés orientales et en 1911 Das gleichgeschlechtliche Leben der Naturvölker sur l’homosexualité des peuples dits primitifs. L’arrivée d’Hitler au pouvoir et la répression qui s’abat contre les homosexuels contribuent à plonger son nom dans l’oubli.